# Sanada Yukimasa
Sanada Yukimasa (真田 幸昌?; 1600 o 1602 – 4 giugno 1615) è stato un samurai giapponese del periodo Edo, primogenito di Sanada Yukimura.

## Biografia
Noto soprattutto come Sanada Daisuke, fu il figlio maggiore di Yukimura e nacque da Chikurin-in quando erano in esilio sul Monte Kōya. Non si sa con precisione se sia nato nel 1600 o nel 1602, ma dato che combatté con suo padre nell'assedio di Osaka per difendere la fortezza Sanadamaru, e fu in prima linea nella battaglia di Chausuyama, probabilmente aveva 15 anni quando morì. Quando divenne chiaro che la battaglia estiva di Osaka era una causa persa, egli supplicò di morire assieme al padre. Su ordine di Yukimura però tornò al castello di Osaka per proteggere Toyotomi Hideyori e sua madre Yododono. Quando Hideyori e i suoi ultimi servitori pianificarono di fuggire sulle montagne, l'amico di Daisuke, Mōri Katsunaga, lo incoraggiò a fuggire ma egli rifiutò. Dopo la caduta del castello Daisuke commise seppuku con Hideyori. 
Tuttavia alcuni dicono che sia fuggito e abbia vissuto a Senshu.